# Odporność przeciwzakaźna
Odporność przeciwzakaźna – mechanizmy odporności wrodzonej i nabytej chroniące organizm przed chorobami zakaźnymi.
Można wyróżnić:
- odporność przeciwbakteryjną
- odporność przeciwwirusową
- odporność przeciwgrzybiczą
- odporność przeciwpasożytniczą